# شاهزاده یوتلاند
«شاهزادهٔ یوتلاند» (انگلیسی: Prince of Jutland) فیلمی در ژانر فانتزی به کارگردانی گابریل اکسل است که در سال ۱۹۹۴ منتشر شد.

## بازیگران
- گابریل بیرن
- هلن میرن
- کریستین بیل
- برایان کاکس
- کیت بکینسیل
- تام ویلکینسون
- اندی سرکیس
- ایون برمنر
- فردی جونز
- استیون ودینگتون
- ساسکیا ویکهام